# Chutes Della
Les chutes Della (en anglais : Della Falls) sont les plus hautes chutes d'eau du Canada, avec un dénivelé de 440 mètres. Elles sont situées dans l'île de Vancouver en Colombie-Britannique.

## Situation
Les chutes Della sont situées à une soixantaine de kilomètres de la ville de Port Alberni, dans le parc provincial Strathcona.

## Toponyme
À l'automne 1899, deux prospecteurs originaires de Port Alberni, Joe Drinkwater et Davie Nichols, venaient de jalonner (c'est-à-dire « réserver ») un groupe de concessions (claims) dans les montagnes Big Interior situées à proximité. Joe Drinkwater donna aux chutes le prénom de son épouse « Della » (née Fayette). Il nomma aussi le lac Della (Della Lake).